# Procambarus
Procambarus – rodzaj raków z rodziny Cambaridae obejmujący około 160 gatunków, występujących w Ameryce Północnej i Środkowej.

## Klasyfikacja
Podrodzaje:
- Acucauda Hobbs, 1972
- Austrocambarus Hobbs, 1972
- Capillicambarus Hobbs, 1972
- Girardiella Lyle, 1938
- Hagenides Hobbs, 1972
- Leconticambarus Hobbs, 1972
- Lonnbergius Hobbs, 1972
- Mexicambarus Hobbs, 1972
- Ortmannicus Fowler, 1912
- Paracambarus Ortmann, 1906
- Pennides Hobbs, 1972
- Procambarus Ortmann, 1905
- Remoticambarus Hobbs, 1972
- Scapulicambarus Hobbs, 1972
- Tenuicambarus Hobbs, 1972
- Villalobosus Hobbs, 1972

## Znaczenie gospodarcze
Niektóre gatunki np.Scapulicambarus clarkii mają znaczenie gospodarcze.